# 大和パーキングエリア

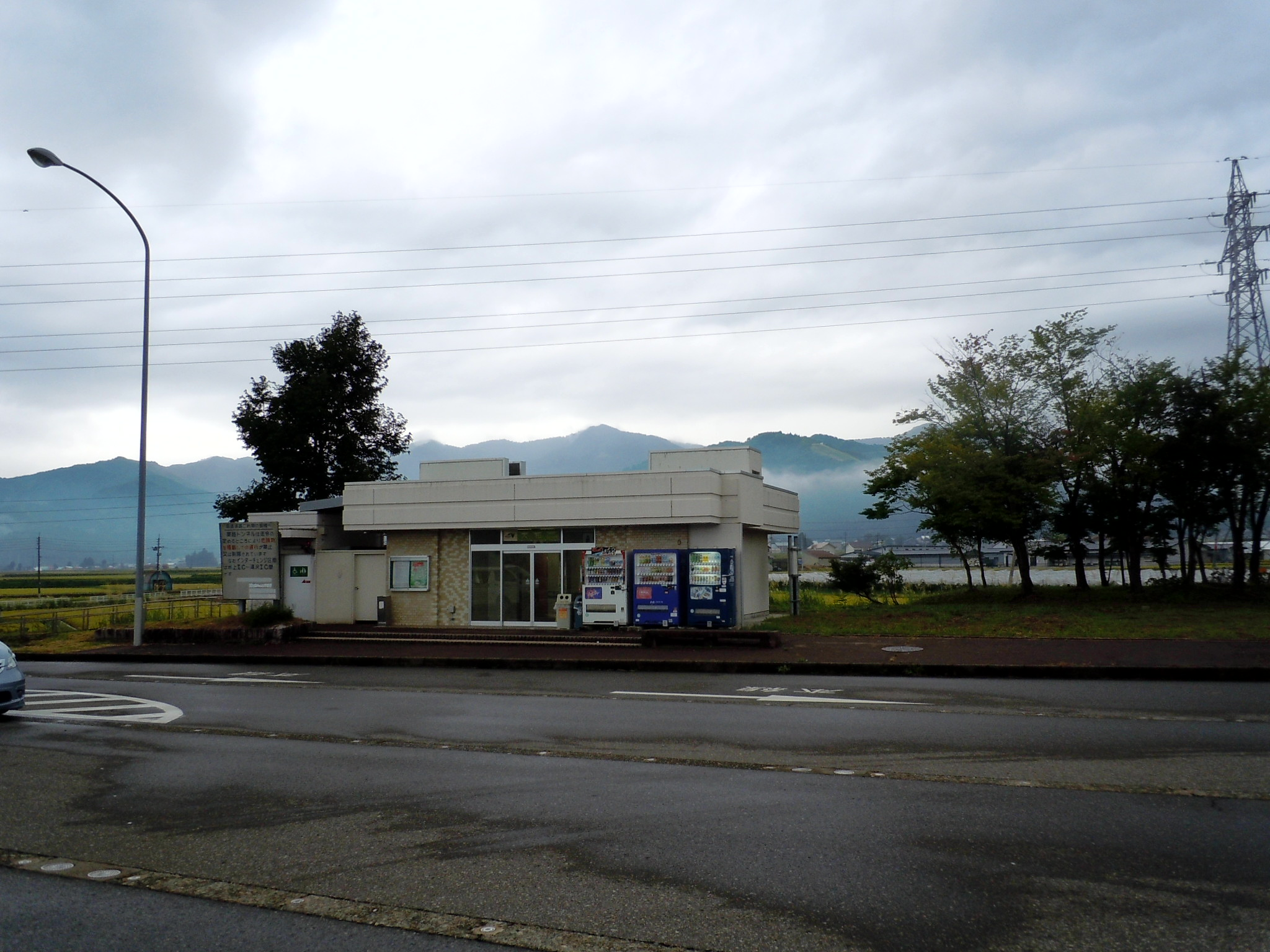
大和パーキングエリア（上り線）

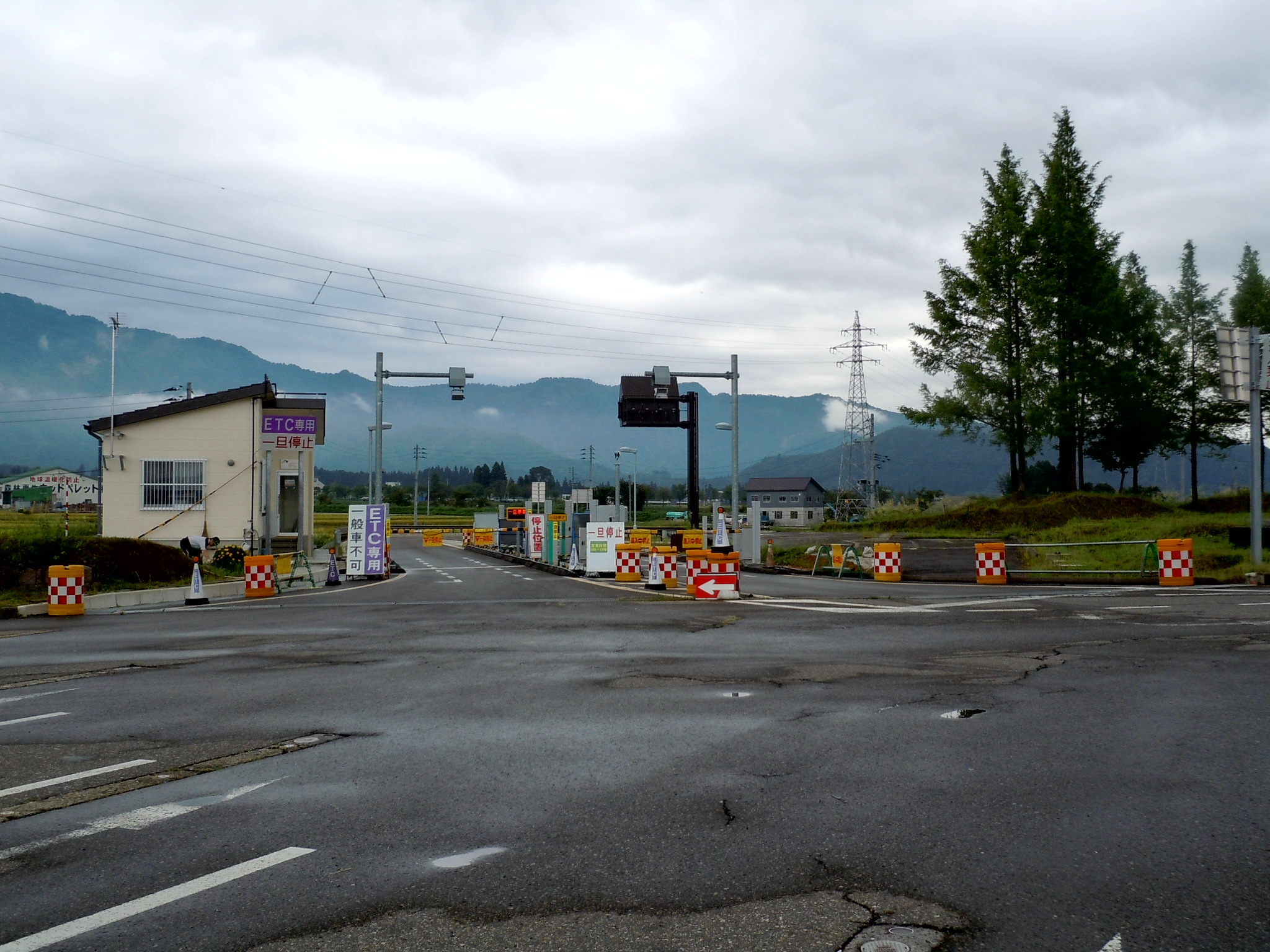
大和SIC（上り線）

大和パーキングエリア（やまとパーキングエリア）は、新潟県南魚沼市茗荷沢にある、関越自動車道のパーキングエリア。大和スマートインターチェンジを併設する。
かつては上り線・下り線共にスナック、ショッピングコーナーがあったが、上り線は2005年9月30日20時をもって、下り線は2020年3月31日19時をもって営業を終了した。
当パーキングエリア併設のスマートインターチェンジは、大和地区は南魚沼郡内旧4町で唯一、関越自動車道のインターチェンジが設置されていなかったが（詳細は鉄道と政治#上越新幹線と浦佐駅を参照）、国土交通省のETC利用促進策により、2005年（平成17年）6月1日からスマートICの社会実験が行われ、2006年（平成18年）10月1日に常設化された。また、それまでスマートICの利用時間は6時〜22時までだったが、2016年（平成28年）3月28日に24時間利用可能になった。

## 道路
- E17 関越自動車道

## 施設

### 上り線（東京方面）
- 駐車場
  - 大型6台
  - 小型20台
- トイレ
  - 男性 大2（和式1・洋式1）・小5
  - 女性 5　（和式1・洋式4）
  - 車椅子用 1
- 自動販売機
- スマートインターチェンジ

### 下り線（長岡方面）
- 駐車場
  - 大型6台
  - 小型20台
- トイレ
  - 男性 大2（和式1・洋式1）・小5
  - 女性 5　（和式1・洋式4）
  - 車椅子用 1
- 自動販売機
- スマートインターチェンジ

### 臨時バス停
2004年10月23日に発生した新潟県中越地震により、同年11月5日午後、大和PAの上下線に臨時の高速バス停留所が設置された。停車するのは高速バスの新潟駅〜六日町〜十日町線全便。また、上越新幹線代行バスも浦佐駅の代替として停車、青春18きっぷでの乗降車も可能であった。その後、この場所はスマートICなどに転用された。

## 接続する道路
- E17 関越自動車道(17-1番)
- 南魚沼市道茗荷沢18号線（上り線）
- 南魚沼市道大和インター1号線（下り線）
- 新潟県道265号下折立浦佐停車場線（市道経由）

## スマートICの通行対象車種
軽自動車、普通車、中型車（全長8.5mまで）

## 隣
E17 関越自動車道
(17)六日町IC - (17-1)大和PA/SIC - (18)魚沼IC